# Mariborsko žensko društvo
Mariborsko žensko društvo je bila dobrodelna organizacija, ki je skrbela predvsem za pravice žensk. Ustanovljena je bilo 26. maja 1919 v Mariboru. Prva predsednica je bila Marija Maister. V društvo so bile vključene članice iz Maribora in okolice. Društvo je imelo različne cilje; pomagalo je revnim, sirotam in vojakom, zbiralo je denar za gradnjo bolnišnice in se borilo za ženske pravice. Ukinjeno je bilo 25. septembra 1941.

## Začetki
Mariborsko žensko društvo je bilo ustanovljeno 26. maja 1919.
Povod za ustanovitev je bilo širjenje zavesti, da se morajo ženske vključiti v družabno življenje. Po prvi svetovni vojni je v Maribor prišlo veliko intelektualcev s Primorske, med njimi veliko učiteljic, ki so prinesle novo ozaveščanje žensk. Mariborski časnik Straža je spodbujal ženske, ki jih je zanimala lastna izobrazba in kariera, naj si naročijo ženski časopis Slovenko, ki je širil takšno zavest. 
Po prvi svetovni vojni so se ženske začele zbirati, organizirana so bila predavanja, Antonija Štupca, ravnateljica meščanske šole, je izvajala tečaj o vzgoji mladine. 
5. aprila 1919 je potekal prvi sestanek o ustanovitvi Mariborskega ženskega društva v restavraciji Narodnega doma. Povabljene se bile vse ženske iz Maribora in okolice in 26. maja ustanovile društvo. Marija Maister je bila izvoljena za predsednico društva, Anka Majcen je postala podpredsednica, Ivanka Lipold tajnica, Kodermanova pa blagajničarka.

## Delovanje
Mariborsko žensko društvo je spadalo pod Splošno žensko društvo v Ljubljani. Udeleževalo se je mednarodnih kongresov in organiziralo veliko predavanj. Sodelovalo je tudi z drugimi društvi po Jugoslaviji. Znani predavatelji, kot so Ferdinand Müller, Ivan Lah, Fran Kovačič, Matija Slavič, so društvu povečali ugled in do aprila 1920 je društvo izpeljalo že 14 predavanj za izobraževanje žensk. Vodilo je tudi razne prireditve in razstave.
Prvo zborovanje je potekalo 18. januarja 1920 v Narodnem domu. Udeležile so se ga tudi ženske iz okolice Maribora. Predsednica je predstavila načrte delovanja, poudarek je bil na pomoči revnim in otrokom ter na izobrazbi. Društvo je bilo znano po svojih dobrodelnih akcijah, zbiralo je denar za otroško bolnišnico in sirote. 
1927 je bilo leto volitev in ženske so pripravile predvolilni shod. Marca 1927 so organizirale Mednarodni ženski teden. 
Društvo je sodelovalo z Jadransko stražo in Jugoslovansko matico, povezalo se je z mestnim muzejem, vključeno je bilo v Zvezo gospodinj, sodelovalo je z odborom za pomoč brezposelnim služkinjam in drugimi humanitarnimi društvi. 
Društvo se deset let od ustanovitve skoraj ni spremenilo, leta 1930 pa so voditeljice društvo razdelile na pododdelke. Kulturni odsek se je ukvarjal s feministično problematiko in sodobnimi ženskimi vprašanji, pripreditveni odsek z organizacijo društvenih akcij, informativni odsek pa z zbiranjem informacij o donatorjih. 
Od leta 1930 so članice še bolj poudarjale pomembnost boljše izobrazbe žensk in se še bolj posvetile sodobnim ženskim vprašanjem. 

## Družbeno delovanje
Društvo je bilo znano po svojih dobrodelnih akcijah in je delovalo na različnih področjih. Skrbelo je za revno mladino, brezposelne, sirote, nemočne, za katere so članice zbirale denar. Veliko so dale na izobrazbo žensk in podporo nemočnim ženam. Pomagalo je ranjenim vojakom v mariborskih bolnišnicah.
Članice so se potegovale za splošno žensko volilno pravico za vse družbene sloje. Leta 1935 so poslancem poslale vprašalnike, ali so za izenačenje državljanskih političnih pravic za oba spola. 
Zbirale so denar za otroško bolnišnico in za ustanovitev počitniških kolonij za okrevanje otrok. 3. julija 1930 so odprle Počitniški dom kraljice Marije v Šmartnem na Pohorju.
Društvo je izvajalo tudi akcije; z mlečno akcijo so podhranjenim deklicam v šolah zagotovile malico, s pletilno akcijo pa so za božič obdarile otroke po šolah z jopicami, hlačkami, kapami in nogavicami. 
Članice so širile domačo industrijo tako, da so izvajale šiviljske tečaje, organizirale so razstavo Žena v obrti.

## Zaton društva in njegova ukinitev
Društvo je bilo ukinjeno 25. septembra 1941. Gestapo je zaplenil stanovanje zadnje predsednice društva, Ivanke Lipold, Wehrmacht je zasedel dekliško meščansko šolo. Zaplenili so blagajniške knjige društva, gotovino, oblačila, knjige, šole. 
Društvo je med drugo svetovno vojno propadlo in se tudi v povojnem času ni uspelo obnoviti. 